# Woodbury-Matrix-Identität
Die Woodbury-Matrix-Identität, benannt nach Max A. Woodbury, besagt, dass die Inverse einer Rang-{\displaystyle k}-Korrektur einer Matrix {\displaystyle A} als eine Rang-{\displaystyle k}-Korrektur der Inversen {\displaystyle A^{-1}} ausgedrückt werden kann. Gängig sind auch die Bezeichnungen Sherman-Morrison-Woodbury-Formel oder nur Woodbury-Formel. Doch die Gleichung wurde schon vor Woodburys Bericht erwähnt.
Die Woodbury-Gleichung lautet
{\displaystyle \left(A+UCV\right)^{-1}=A^{-1}-A^{-1}U\left(C^{-1}+VA^{-1}U\right)^{-1}VA^{-1}},
wobei {\displaystyle A}, {\displaystyle U}, {\displaystyle C} und {\displaystyle V} Matrizen des korrekten Formats bezeichnen. Genauer ist {\displaystyle A} eine {\displaystyle n\times n}-Matrix, {\displaystyle U} eine {\displaystyle n\times k}-Matrix, {\displaystyle C} eine {\displaystyle k\times k}-Matrix und {\displaystyle V} eine {\displaystyle k\times n}-Matrix.
Im Spezialfall {\displaystyle k=1} und {\displaystyle C=1}, wird die Gleichung auch Sherman-Morrison-Formel genannt. Wenn {\displaystyle C} die Einheitsmatrix {\displaystyle I} ist, wird die Matrix {\displaystyle I+VA^{-1}U} oft Kapazitätsmatrix genannt.

## Anwendung
Die Identität ist nützlich in vielen numerischen Berechnungen, in denen {\displaystyle A^{-1}} bereits berechnet ist und {\displaystyle (A+UCV)^{-1}} benötigt wird. Mit der Inversen von {\displaystyle A} ist es nur nötig, die Inverse von {\displaystyle C^{-1}+VA^{-1}U} zu berechnen. Wenn {\displaystyle C} eine wesentlich kleinere Dimension hat als {\displaystyle A}, ist das viel effizienter als {\displaystyle A+UCV} direkt zu invertieren.
Die Formel wird auch in der Herleitung zu speicherplatzeffizienten Darstellungen von Quasi-Newton-Verfahren benutzt.